# لويس إنريكي مينا
لويس إنريكي مينا (بالإسبانية: Luis Enrique Mena)‏ هو لاعب كرة قدم كولومبي في مركز الوسط، ولد في 16 يوليو 1992 في Riosucio, Chocó ‏ في كولومبيا. لعب مع نادي ميلوناريوس.